# Lill-Bävervattnet
Lill-Bävervattnet är en sjö i Krokoms kommun i Jämtland och ingår i Indalsälvens huvudavrinningsområde. Sjön har en area på 0,132 kvadratkilometer och ligger 696,2 meter över havet. Lill-Bävervattnet ligger i Gråberget-Hotagsfjällen Natura 2000-område.

## Delavrinningsområde
Lill-Bävervattnet ingår i det delavrinningsområde (710475-144248) som SMHI kallar för Utloppet av Lill-Bävervattnet. Medelhöjden är 723 meter över havet och ytan är 2,45 kvadratkilometer. Det finns inga avrinningsområden uppströms utan avrinningsområdet är högsta punkten. Vattendraget som avvattnar avrinningsområdet har biflödesordning 4, vilket innebär att vattnet flödar genom totalt 4 vattendrag innan det når havet efter 287 kilometer. Avrinningsområdet består mestadels av skog (48 procent) och sankmarker (47 procent). Avrinningsområdet har 0,13 kvadratkilometer vattenytor vilket ger det en sjöprocent på 5,3 procent.